# Jasion (Białowice)
Jasion (niem. Jehsen, Kolonie Jehsen, łuż. Jesewyn, Jeźyn) – dawny przysiółek wsi Białowice w Polsce, w województwie lubuskim, w powiecie zielonogórskim, w gminie Nowogród Bobrzański.
Obecnie jest to uroczysko około 1,2 km na południowy zachód od Białowic. Po dawnej miejscowości zachował się tylko układ dawnych dróg.

## Nazwa
Oficjalnie ustalona w 1953 roku nazwa miejscowości to Jasion. W PRL nazwa ta figurowała w różnych permutacjach, także w oficjalnych źródłach: Bielnice-Jasień (1946), Jasioń (1948, 1967), Jasień (1959, 1965, 1971, 1978), Jasionówka (1983); także Jasionna, Jasiennik (ta ostatnia w lokalnym użyciu).

## Historia
Po II wojnie światowej wieś Jehsen znalazła się na terenie tzw. Ziem Odzyskanych (tzw. II okręg administracyjny – Dolny Śląsk), gdzie utworzyły gromadę Jasień w gminie Zabłocie. 28 czerwca 1946 gmina Zabłocie – jako jednostka administracyjna powiatu żarskiego – weszła w skład nowo utworzonego woj. wrocławskiego. 6 lipca 1950 wraz z całym powiatem żarskim weszły w skład nowo utworzonego woj. zielonogórskiego.
W 1954 roku Jasion wszedł w skład gromady Zabłocie, gdzie włączono ją do nowo utworzonego powiatu lubskiego w tymże województwie. Po zniesieniu gromady Zabłocie 1 stycznia 1958, Jasion włączono do gromady Krzystkowice.  Tam przetrwał do kolejnej reformy administracyjnej w 1972 roku.
W latach 1975–1998 miejscowość należała administracyjnie do województwa zielonogórskiego.